# Тантра (індуїзм)

Шрі Янтра.

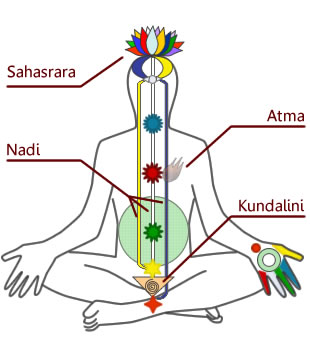
Чакри.

Тантра (санскр. तन्त्र — тантра) — від «тан» — розширювати, букв. переклад — сіть, тканина. Може також означати — система, ритуал, доктрина, в езотеричному розумінні — те, що розширює свідомість, знання, мудрість, горизонт буття і реальності. Це холістичний підхід до пізнання загального з погляду індивідуального, вивчення макрокосмосу через вивчення мікрокосмосу. Тантра йога «настояна» на всіх науках — астрономії, астрології, нумерології, фізіогноміці, фізиці, хімії, алхімії, традиційній індійській медицині — для забезпечення практичної реалізації високої філософії в повсякденному житті. Замість того щоб розділяти різні області людських знань, тантра збирає їх разом.

## Мета тантра йоги
Тантру іноді називають п'ятою Ведою, бо вона має певні паралелі із магічною Атхарваведою. Два шляхи духовного розвитку ведійський і тантричний (вейдіка і тантріка) розглядаються у взаємодії і не протиставляються, за винятком ортодоксів, які виступають за жорстку кастову систему і вважають тантру єрессю. Однак багато тантричних гуру вважають тантри навіть старшими ніж Веди.
Деякі завдання тантри — розширити знання про всі стани свідомості, неспання, марення або сон. Для здійснення цього нам необхідне якесь депрограмування або перепрограмування нашого людського комп'ютера. Наше народження у визначеному місці і часі дає нам нашу первинну програму, яка залежить від спадковості і навколишнього середовища. Якщо ми задоволені результатами і живемо без особливих проблем, тоді необхідності в змінах немає, але, переживаючи великі труднощі або починаючи шукати щось за межами нашої обмеженої програми, нам необхідний шлях її зміни.
Тантра йога пропонує методологію і інструменти для цієї роботи. Тантра йога учить нас розпізнавати різні чинники, що впливають на наші думки і відчуття, долати перешкоди на шляху до нашої еволюції, такі як байдужість, тваринна суть, егоїзм. Очищаючи наші думки і відчуття, шляхом цієї практики Тантра йоги, ми вчимося створювати світ, гармонію і порядок усередині нас самих.

## Всесвіт
Продукт двох протилежностей: статичного принципу (відпочинок, влада, Шива) і динаміки (рух, енергія, сила,творчість, Шакті). Зовнішня частина всього — це креативний аспект, а всередині кожної динамічної творчості поміщена статика. Гра Шакті не має ні початку, ні кінця. Шакті — божественна сила, що виявляється в знищенні демонічних сил і відновленні балансу (кожен бог в Індуїзмі володіє Шакті і без цієї енергії він безсилий). Вона невтомна, енергія рухається по колу, чергуючи періоди руху і відпочинку.
Енергія зазнає багато змін, руйнується, а після саморегенерується в період відпочинку. Цей процес нескінченний. Тантра Йога вірить, що поки цей феноменальний світ існує, існує і Мати Всесвіту, яка є творець, хранитель і руйнівник. Тому в Тантра йозі вона повинна бути шанована, як Божественна.
Тантра Йога стверджує, що бажання природні, і поки ми поміщені в своєму тілі, вони у нас будуть. Наші органи чуття — це вікна, через які до нас потрапляють бажання. Постійну наявність бажань будить (викликає) томління, прагнення і любов до об'єкта бажання. Велика частина наших бажань пов'язана з фізичним тілом і його комфортом. Люди стають рабами своїх інстинктів, які формують нижчу частину особи, і роблять їх жертвами самоти, незадоволеності, самозакоханості і нещастя.
Тантра Йога пропонує практичні способи репрограмування свідомості і бажань. Шляхом фізичного і ритуального очищення, дихальних вправ (пранаяма), споглядання, наочності, повторення мантр. Тантра Йога допомагає розкрити нашу божественну природу.

## Основні течії тантри
Тантра — це стародавнє містичне вчення. Завдяки тантричній садхані (практиці), садхака може знайти мокшу (духовне визволення) і розкрити сіддхи (надздібності). Коріння тантри сходять до дравідської доведійської цивілізації. У тантрі існує кілька напрямів, наприклад, є індійська тантра, буддійська, джайнська і мусульманська тантри; а так само її різні напрями в країнах Південно-Східної Азії та Океанії.
У цілому, всі ці напрями з їхніми різними відгалуженнями підрозділяються на дакшиначару і вамачару.
Священні тексти присвячені тантризму називають Тантри.
Хоча тантризм має всі ознаки самостійної традиції — це й віровчення, своєрідна культова і йогічна практика, священні книги-тантри й цілий ряд інших рис окремої релігії, — багато учених, та й самих тантристів розглядають його як особливу форму індуїзму. Так чи інакше більшість основних конфесій індуїзму мають неортодоксальні тантричні секти (течії).
Індійська тантра існує у формах Шайва (тантра натхів, капаліка, тріка або кашмірський шиваїзм, шайва-сіддханта, агхорі(найекстремальніші практики)), вайшнава-тантра (сахаджія) (англ. Vaisnava Sahajiya), Ганапатья (культ Ганеші), Саурья (культ Сур'ї), Шакта (Шрівідья, Калівідья, Кула). З тантрою тісно пов'язані кундаліні-йога, лайя-йога, хатха-йога та інші види йоги.
Панчаратра-агама (збір вайшнавських тантричних писань) поділяє Тантру на п'ять видів (за іменами їхніх творців: Шиви, Вішну, Брахми, Сур'ї та Кумарів): «Шайва, шакта, брахма, саура и каумара — так п'ятикратно поділяється Тантра і ті хто її оголосив». (Вішну-самхита 2.20)
Індуїстський тантризм за традиційними уявленнями є форма шактизму, і всі шактисти так чи інакше є тантристи. Але все ж не слід обмежувати тантру тільки лише рамками шактизму. До тантризму також відносять деякі форми шиваизму (більшість течій кашмірського шиваїзма, Агхора, капаліка, трику, деякою мірою вірашайва) і вішнуїзму (сахаджа, радхаваллабха).
Слово «тантра» має кілька значень: «таємне знання», «магія», «практика», «вчення», «порятунок за допомогою тіла» і навіть «процес ткацтва». Але священні тексти-тантри дають зовсім інше трактування цього терміну: «вчення називається Тантрою тому, що розкриває знання про істинну суть усього — таттву, і тим самим рятує».
Походження тантризму пов'язане з культом Великої Богині-Матері. Форми релігії, подібні до індійського тантризму, існували майже у всіх народів давнини.
Сучасний тантризм складався під впливом ведійської релігії, брахманізму й буддизму, однак риси давнього шанування Богині-Матері добре збереглися й понині. Тантри як книги з духовних практик називаються «садхана- шастри».
Тантристи вважають своє віровчення універсальною релігією всіх людей, з якої розвинулися й черпають свою духовну силу інші релігії. В одній з найшанованіших тантр — «Маха нірвана-тантрі» — стверджується: «Всі люди на землі — від високонароджених брахманів до найнижчих недоторканих — здібні дотримуватися вічного Шляху Тантри».
Тантрична традиція неоднорідна й складається з великої кількості різних течій і сект. Як правило, їхні прихильники взаємно визнають один одного одновірцями (переважно шактизм і шайвізм). За всією різноманітністю тантричних культів всі вони зводяться до чотирьох основних типів: «тантра правої руки», «тантра лівої руки», реформований універсалістський шактизм і архаїчний тантризм з елементами шаманства, розповсюджений серед племен півострова Індостан.
Послідовники «тантри правої руки» шанують Богиню-Матір відповідно до приписів ортодоксального індуїзму і додержуються правил ведійської соціальної поведінки.
Прихильники «тантри лівої руки», напроти, зберігають у своїй практиці ознаки архаїчного культу й використовують у своїх обрядах багато чого з того, що для інших індуїстів уважається неприйнятним (приношення в жертву тварин, вживання м'яса, риби, вина, ганжі, ігнорування кастових розрізнень, магічні обряди). Зокрема ритуал для посвячених у кулу (тантричний клан) — «5М» (Панчамакара) завершується тантричним сексом (майтгуна).
Одним із засновників універсалістського шактізму можна вважати індуїстського містика й гуманіста Шрі Рамакрішну (1836—1886). Погляди «універсалістів» характерні для представників «Місії Рамакрішни» і деяких інших реформістських течій сучасного індуїзму. «Універсалісти» відійшли від ортодоксального тантризму. Хоча вони й зберігають у своєму віровченні деякі давні елементи (особливо культ жіночого начала), але фактично їх треба розглядати як типових представників неоіндуїстських течій.
«Кула-арнава-тантра» розрізняє 7 типів керівництва — веда-акара — ведійський шлях (ортодоксальний брахманізм), вайшнава-акара — шлях відданих Вішну, шайва-акара — шлях відданих Шіви, дакшина-акара — шлях правої руки, вама-акара — шлях лівої руки (включає сакральний статевий акт), сіддханта-акара — шлях лівої руки (вища форма, внутрішнє поклоніння), каула-акара — вища форма практики, синтез шкіл правої і лівої руки.
 Каула має дві школи — йогіні-каула (очолюють жінки), сіддха-каула (очолюють чоловіки). Найпліднішою по написанню текстів (близько 80) була рання школа каули, адепти якої вклонялись богині Кубджика. Каулізм на півночі Індостану став синонімом тантри, і мав вплив на південну традицію сіддханта.
Характерні риси каули є у багатьох тантричних напрямах особливо в південноіндійській традиції шрі-відья (англ. Srividya Sakta) та кашмірській крама.
Одним з найважливіших тантричних культів є культ 64 йогіні, на честь яких створювали храми круглої форми, найвідоміші з яких входять у храмовий комплекс Кхаджурахо.

### Права тантра
«Тантра правої руки» (Дакшіна-марга, дакшіначара) являє собою компроміс між тантричною і ведичною (а точніше брахманічною) формами індуїзму. Послідовники Дакшіна-марги шанують Богиню-Мати згідно з приписами звичайного індуїзму і відмовилися від цілого ряду архаїчних древньотантричних практик (сексуальних обрядів, прийомів «чорної магії», багатьох практик, які формально суперечать ведичній традиції, тощо). Послідовники цієї форми шактизму часто навіть не називають себе тантрік, воліючи іменуватися «Шакті-хінду» («індуїст-Шакті»). Найважливіше і найцікавіше з піднапрямів Дакшіна-марги — школа Шрі-Видья-кула, або самайячара (часто це назва поширюють взагалі на все школи «шляху правої руки»). Її послідовники (зазвичай походять з брахманських каст) поєднують практику шанування Шакті з вченням і методами веданти. Богиня-Мати вшановується ними зазвичай у формі Тріпурасундарі, Чиїм символом є знаменита Шрі-Янтра, а мантрою — 16-складова Шрі-Відья-мантра. Послідовники цього напряму велике значення надають також практиці внутрішнього поклоніння і медитації на Велику Богиню. Вся практика цієї системи носить чистий, рафінований, «саттвічний» характер. У школі Шрі-Відья-кула визнаються авторитетними лише ті Тантри, які не вступають в якесь протиріччя з Ведами і ведантою. Найшанованіші священні тексти цієї традиції — «Шубхагама-паньчака» (складається з п'яти Тантр, створених на основі ведичного вчення), «Тріпура-рахасья», знаменитий твір Шанкарачарьі «Саундарья-лахарі», коментар Бхаскарарайі до «Лалита-сахасранаме» (і сам її текст) і деякі інші його праці (наприклад, «Варівасья-рахасья»), також «Вамака-ішварі-мата», «Камікалавіласа-тантра». До системи «тантри правої руки» відносяться і народні індуїстські культи шакті, в яких звичними індуськими способами шануються різні місцеві форми Богині-Матері та інші тантричні божества.

### Ліва тантра
Прихильники «тантри лівої руки» (Вама-марги, вамачари), зберігають у своїй практиці всі ознаки стародавнього тантричного культу і, віддаючи явну перевагу авторитету Тантр і власних вчителів, знаходяться в опозиції до брахманської ортодоксії, використовуючи в своїх обрядах багато чого з того, що для решти індуїстів вважається неприйнятним (принесення в жертву тварин, вживання в їжу м'яса, риби і вина, ігнорування кастових відмінностей, сексуальні та магічні обряди тощо). Зовні, однак, більшість тантрік-вамачарі дотримуються всі основні приписи «тантри правої руки» і практикують езотеричні ритуали вамачари потай, оскільки Тантри наказують ретельно приховувати подібну практику від обмежених обивателів-пашу. Тих, хто відкрито оголошує себе прихильником «шляху лівої руки», в Індії та Непалі небагато. Основний школою вамачари є потужна традиція Шрі-Калі-кула (інші назви — каула, каула-дхарма, кулачара), що має безліч піднапрямів, тому нерідко всіх прихильників «тантри лівої руки» називають Каула (кауліка).
Головна шанована форма Шакті для Каул — Калі. Важливе місце в поклонінні Їй займають таємні містерії (Бхайраві-чакра, Йогіні-чакра та ін.), В яких належним чином присвячені садхаки і садхікі виконують таїнство паньчататтви та інші езотеричні ритуали і практики.
Секретний ритуал, що носить назву «панчататтва», що буквально перекладається як «п'ять елементів». П'ять елементів — це вогонь, вода, земля, повітря і ефір. Кожен елемент співвідноситься в секретному ритуалі з певною дією: вогню відповідає ритуальне вживання м'яса, воді — риби, землі — зернових, хліба, повітрю — вина і наркотичних речовин, а ефіру — ритуальний секс. «П'ятий елемент» займає вищий щабель в ієрархії «панчататтви». Детальний опис ритуалу: Відомо, що є дві школи Тантри, шлях лівої і шлях правою руки, в залежності від характеру практики. Насправді це підрозділи в рамках однієї школи, Каула Тантри. Два інших є Самая і Мішра (суміш обох) школи тантри. Всі системи або методи тантри потрапляють в одну з цих трьох шкіл, хоча там може бути багато підрозділів в цих трьох.
Каула Тантра школа використовує зовнішні практики та ритуали, в той час як школа Samaya повністю внутрішній процес. Мішра Тантра школи змішує зовнішні практики та ритуали, поряд з внутрішніми практики.
Будучи в курсі всіх трьох школах Тантри, можна більш розумно подивитися, як Тантра може вписатися в його особистих духовних практик, не обмежуючи свою сферу до вибору між двома шляхами Каула Тантри. «Каула» — особливий термін, що позначає тантричного посвяченого, що належить до ініціатичного ланцюга, «кула». Дослівно «кула» позначає «сім'я», родина, але в тантризмі воно позначає саме ініціатичний ланцюг, розглядається як людське втілення самої Шакті.
Кожна з трьох шкіл тантри практикує очищення тіла, дихання, розуму і прихованих вражень званих самскари, які є рушійною силою карми. Процес очищення називається бхуташудхі, що означає очищення з п'яти елементів землі, води, вогню, повітря і простору в різних шляхів, якими вони проявляються.
Кожен з шкіл тантри також практикує методи пробудження духовної енергії кундаліні, хоча методи і висота досягли в цьому пробудження Кундаліні можуть відрізнятися. Деякі з методів Тантри вчать під назвами Кундаліні йога або Крія йога.

## Ступені у вченні
У специфічній ієрархії тантричної традиції існує три основних ступеня людських типів. 1-й тип — це «пашу», від кореня «паш» («привязувати») і позначає людино-тварину. 2-й тип — «віра», «герой» (санскр. корінь «віра» близький до латинського «vir», тобто «доблесний муж», «герой»); це людино-людина. 3-й тип — «дівья», «божественний», тобто надлюдина, людино-бог (крім «дівья», він може також називатися «сіддха» (що означає «довершений», «адептат») або «каула», тобто «посвячений»). Тантризм вважає, що практика Тантри доступна тільки типу людей «віра», якому за допомогою ініціації і духовної реализації можуть досягти і третього ступеня «дівья». Тантра зіставляє три типи людства з трьома гунами: «пашу» відповідає гуні «тамас», темній, низхідній, орієнтованій вниз онтологічної тенденції; «віра» — «раджасу», гуні горизонтальної експансії і підвищеноюї енергетичної активності; і, нарешті, «дівья» співвідноситься із «саттвою», гуною вертикальної духовної орієнтації, що означає нерухомий, полярний і сутнісний вимір реальності.
У звичайному ортодоксальному індуїзмі також існує строга відповідність між гунами і системою каст, «варна». Там брахмани (жерці) зіставляються із «саттвою», кшатріі (воїни) — з «раджасом», вайшьиї (ремісники, фермери і художники) — з сумішшю «раджаса» і «тамаса», а шудри (пролетаріі) — з чистим «тамасом». Таку відповідність можна назвати екзотеричною, тоді як іерархія типів в тантризмі має езотеричне значення, і сенс гун в ньому значно відрізняється від доктрин звичайного нетантричного індуїзму. Так, Тантри вважають, що всякий конформістскій консервативна людина, навіть якщо вона належить до вищих релігійних і соціальних сфер традиційного суспільства (тобто до брахманів або кшатріїв) є «пашу», людино-тварина, оскільки він залишається пов'язаним з системою інерціальних конвенцій, які, навіть якщо вони і ґрунтуються на істині і традиції, стають оманами при відсутності прямого духовного досвіду. Гуни розуміються в тантризме езотерично, як особлива ініціатичніа ієрархія, вертикально по відношенню до всієї іерархії звичайного суспільства. Саме на цьому ґрунтується «антиномізм» тантри, його революційна якість, що так резонує із загальнобуддійською перспективою. (До речі, зв'язок тантризма і буддизму — не тільки в специфіці суто буддійського тантризма, «ваджраяни», але і в загальному для обох традиции презирстві до екзотеричних культів і етичним норм). У такій вертикально по відношенню до традиційного суспільства оріентаціі тантричної ініціатичної іерархії виражається глибинний сенс цієї традиции в цілому.

## Віра тантристів
Відповідно до уявлень тантристів, колись на Землі всі люди належали до однієї загальної релігії — вічної й природної Сатья Санатана-дгарми («істинної вічної релігії»), що дозволяла всім істотам перебувати в гармонії з Богом, природою-матір'ю й один з одним.
«Завдяки практиці йоги й регулярно здійснюваним жертвопринесенням люди задовольняли богів і душі предків й дотримувалися чеснот у Крітаюзі. Завдяки вивченню вед, медитації, аскезі, милосердю, благим діянням і приборканню своїх почуттів люди мали величезну силу, мужність, мудрість й добру вдачу. Будучи смертними, вони все-таки йшли (після смерті) до богів, тому що самі були богоподібні, схильними до справжньої релігії й усі знали істину» — так йдеться про ці часи в «Маханірвана-тантрі».
Надалі сила ведійської традиції ослабла, люди духовно деградували. Втративши істинне знання, вони почали ворогувати один з одним, створили безліч вірувань й ідеологій, що сприяло лише ще більшому їхньому роз'єднанню. Тоді для порятунку основ Санатана дгарми Великий Бог-Отець Шива подарував найтаємниче священне знання — Тантру, що є ні чим іншим, як ведасарою («сутністю вед») і панчамаведою («п'ятою ведою»).
Священні для тантристів писання, які викладають різні містичні знання, також називаються тантрами. В них у формі діалогів Отця світу Шиви й Матері світу Шакті (Деві) розкриваються, за словами тантристів, «всі таємниці буття, шляхи знаходження всього бажаного й кінцевого звільнення».
Тантри, у яких Шива виступає в ролі вчителя, який наставляє, а Шакті — у ролі старанної учениці, прийнято називати агамами. Тому тантризм іноді називають ще агамічним індуїзмом. Нігамами називаються тантри, у яких, навпаки, Шакті — вчитель, а Шива — учень. Писання, побудовані у формі діалогу Шиви або Шакті з якимось іншим божеством або святим провидцем, називаються упатантрами («другорядними тантрами»).
До упатантр прирівнюються й надбання тантричних духовних учителів — коментарі до тантр, трактати з релігійної філософії, магії, йоги й інші містичні дисципліни, а також священні тексти-агами деяких близьких до тантризму індуїстських (звичайно шиваїстських або шактистських) сект.
Загальна кількість тантр невідома, тому що діалоги Шиви й Шакті тривають нескінченно. Тому нескінченний і потік священних тантр. Час від часу Шива й Шакті виявляють окремі тантри через найгідніших учителів тантричної традиції. Авторитетність кожної окремої тантри визначається не стільки давністю її походження, скільки чи визнають її богоодкровенним текстом авторитетні тантричні вчителя (гуру або ачар'ї). Відомі сотні відносно доступних тантр. Всі вони написані на санскриті й, як правило, не видаються й не перекладаються на інші мови, залишаючись у манускриптах, які ретельно оберігаються від дослідників. Однак деякі тантри були видані як на санскриті, так і в перекладі на сучасні індійські або європейські мови.
Саме через практичну недоступність більшості текстів тантризм усе ще надалі залишається, мабуть, самою маловивченою релігією. Дослідники тантричної традиції на кожному кроці зіштовхуються з незліченними труднощами й загадками. Самі ж тантристи ретельно дотримуються обітниць нерозголошення таємниць свого вчення, особливо оберігаючи від сторонніх святині культу й священні тантри.
Тантристи вірять, що сам Великий Бог Шива й божества-дгармапали («захисники релігії») оберігають таємне тантричне знання від всіх тих, хто міг би зловжити цим знанням і принести відчутну шкоду не тільки іншим істотам, але й своїй власній душі. Для самих же тантристів їхні окультні пізнання й навички є не самоціллю, а всього лише засобом, що допомагає знаходити надлюдські здібності не заради влади над людьми й силами природи, а винятково з метою духовного самовдосконалення: досягнення спочатку стану богоподібності, а потім і повного з'єднання з Шивою та Шакті в стані маханірвани — «великого звільнення».
Ціль людського існування для тантристів полягає в повному розкритті закладеного в душі кожної живої істоти (а не тільки людини!) стану шиватви — «божественної природи Шиви». Усвідомлюючи себе потенційним божеством, людина повинна мобілізувати всі свої сили на досягнення «блискавичного звільнення».
У складному процесі пошуку душею (дживою) божественного стану Шиви тілу й взагалі різним матеріальним об'єктам приділяється винятково важлива роль. «Через насолоду (бгукті) — до порятунку („мукті“)» — такий принцип тантризму. Тіло для тантристів — не «в'язниця душі», а священний храм божественної енергії. Світ — не породження ілюзії (майї), як учать брахмани, а космічне тіло Бога, наповнене його славою й силою. Осягаючи таємниці світобудови через правильне розуміння законів всесвіту й принципів взаємодії різних космічних елементів (таттв), тантрист розкриває за допомогою своїх учителів і богів-покровителів свою справжню божественну сутність.
Шива тантр і індуїстський Шива пуранічних міфів дуже відрізняються. У тантризмі Шива ідентифікується з вищим (аналогічним поняттю Брахмана в брахманічному індуїзмі) і персоніфікує собою чисту космічну свідомість, у глибинах якої схована її таємнича сила — Шакті. Шива має багато досконалостей і шанується не тільки як незбагненний і недосяжний Абсолют, але і як особистісний Бог, Бгаґаван (дослівно «Власник [всіх] якостей») Рудра, як Махашактіман (Сповнений великої моці).
Всією своєю божественною могутністю Шива зобов'язаний великій Шакті. Без неї Шива бездіяльний, «як труп» (шава). В індуїстській іконографії взагалі й у тантричній зокрема досить популярний образ Шакті (в образі Богині-Матері Калі), яка стоїть на лежачому Шиві. Тому на практиці більше шанується саме Шакті як творчо-динамічний аспект Бога. «Немає розбіжностей між ними. Шакті — це сам Шива», — говориться в «Ґандгарва-тантрі».
Духовна практика тантристів неминуче звернена більше до Шакті, ніж до Шиви. Більше того, в «Ніруттара-тантрі» сказано, що «неможливо досягти звільнення без осягнення Шакті».
Тантристи прагнуть поставити себе в ідеальні відносини із Шакті, а через неї — і з Шивою. Шива, Шакті й душі-дживи три вічно існуючі прояви єдиної цілої реальності. Всі вони — своєрідна всесвітня сім'я (кула). Тільки одні істоти — тантристи (а ними можуть бути не тільки люди, але й боги, демони й духи) — перебувають у постійній гармонії з Батьком-Шивою і Матір'ю-Шакті, наслідуючи в усьому дух й букву світової санатана-дгарми, а інші — ті, які не хочуть визнати себе тантристами й жити за законами «найприроднішої релігії», приречені на незнання своєї істинної природи й, отже, на безрадісні переродження в найогидніших формах (у тому числі й у пекельних світах).
Ціль тантричної релігії — «зібрати всі душі в єдиній божественній сім'ї Шиви й Шакті» і тим самим покласти кінець людській заздрості, злості й безглуздій ворожнечі. Тому самі тантристи називають свою релігію «релігією сім'ї» (кула-дгармою), «душею всіх релігій».
Тантристи вірять, що коли Калі Юґа (час, у якому живе сьогоднішнє людство) «увійде в повну силу», то всі релігії будуть поглинені тантричною кула-дгармою і всі люди на землі стануть тантристами. Сучасних тантристів Індії й Непалу давні пророцтва надихають на поширення свого віросповідання за межами Індостану. Раніше зовсім невідомий у Європі й Америці тантризм наприкінці XX ст. привернув до себе увагу в країнах Заходу. Представники вчення в Україні — Школа-ашрам Шакті.